# Скрылёвка
Скрылёвка — село в Кореневском районе Курской области. Входит в состав Шептуховского сельсовета.

## География
Село находится на реке Крепна (приток Сейма), в 80 км к юго-западу от Курска, в 17 км к северо-востоку от районного центра — посёлка городского типа Коренево, в 2,5 км от центра сельсовета — села Шептуховка.
Климат
Скрылёвка, как и весь район, расположена в поясе умеренно континентального климата с тёплым летом и относительно тёплой зимой (Dfb в классификации Кёппена).

## Население
| 2002 | 2010 |
| ---- | ---- |
| 127  | ↘62  |

## Инфраструктура
Личное подсобное хозяйство. В селе 65 домов.

## Транспорт
Скрылёвка находится в 12 км от автодороги регионального значения 38К-030 (Рыльск — Коренево — Суджа), в 10 км от автодороги 38К-024 (Льгов — Суджа), в 4,5 км от автодороги межмуниципального значения 38Н-563 (38К-030 — Журавли подъездом к с. Ольговка), в 2 км от автодороги 38Н-564 (38К-030 — Каучук — 38К-024), на автодороге 38Н-727 (Шептуховка — Сафоновка — Общий Колодезь с подъездом к с. Скрылёвка), в 7 км от ближайшего ж/д остановочного пункта 374 км (линия 322 км — Льгов I).
В 136 км от аэропорта имени В. Г. Шухова (недалеко от Белгорода).

## Достопримечательности
- Усадьба А. В. Муравьева и церковь Святой Троицы (начало XIX в.)[9]